# Foameix-Ornel
Foameix-Ornel és un municipi francès situat al departament del Mosa i a la regió del Gran Est. L'any 2007 tenia 182 habitants.

## Demografia

### Població
El 2007 la població de fet de Foameix-Ornel era de 182 persones. Hi havia 62 famílies, de les quals 8 eren unipersonals (4 homes vivint sols i 4 dones vivint soles), 19 parelles sense fills, 31 parelles amb fills i 4 famílies monoparentals amb fills.
La població ha evolucionat segons el següent gràfic:
Habitants censats

### Habitatges
El 2007 hi havia 70 habitatges, 66 eren l'habitatge principal de la família i 4 estaven desocupats. Tots els 70 habitatges eren cases. Dels 66 habitatges principals, 59 estaven ocupats pels seus propietaris i 7 estaven llogats i ocupats pels llogaters; 4 tenien tres cambres, 8 en tenien quatre i 54 en tenien cinc o més. 51 habitatges disposaven pel capbaix d'una plaça de pàrquing. A 18 habitatges hi havia un automòbil i a 41 n'hi havia dos o més.

### Piràmide de població
La piràmide de població per edats i sexe el 2009 era:
| Homes | Edats   | Dones |
| ----- | ------- | ----- |
| 0     | 95 o +  | 0     |
| 0     | 90 a 94 | 0     |
| 0     | 85 a 89 | 0     |
| 0     | 80 a 84 | 0     |
| 4     | 75 a 79 | 0     |
| 8     | 70 a 74 | 0     |
| 4     | 65 a 69 | 4     |
| 8     | 60 a 64 | 4     |
| 4     | 55 a 59 | 4     |
| 8     | 50 a 54 | 8     |
| 0     | 45 a 49 | 4     |
| 16    | 40 a 44 | 12    |
| 4     | 35 a 39 | 12    |
| 8     | 30 a 34 | 0     |
| 12    | 25 a 29 | 0     |
| 4     | 20 a 24 | 4     |
| 12    | 15 a 19 | 4     |
| 16    | 10 a 14 | 4     |
| 4     | 5 a 9   | 8     |
| 0     | 0 a 4   | 4     |

## Economia
El 2007 la població en edat de treballar era de 119 persones, 88 eren actives i 31 eren inactives. De les 88 persones actives 84 estaven ocupades (48 homes i 36 dones) i 4 estaven aturades (2 homes i 2 dones). De les 31 persones inactives 4 estaven jubilades, 15 estaven estudiant i 12 estaven classificades com a «altres inactius».

### Ingressos
El 2009 a Foameix-Ornel hi havia 69 unitats fiscals que integraven 194 persones, la mediana anual d'ingressos fiscals per persona era de 20.117,5 €.

### Activitats econòmiques
L'únic establiment que hi havia el 2007 era d'una empresa d'hostatgeria i restauració.
L'únic servei als particulars que hi havia el 2009 era un restaurant.
L'any 2000 a Foameix-Ornel hi havia 6 explotacions agrícoles que ocupaven un total de 378 hectàrees.

## Equipaments sanitaris i escolars
El 2009 hi havia una escola maternal.

## Poblacions més properes
El següent diagrama mostra les poblacions més properes.